# متاحف ثقافات العالم

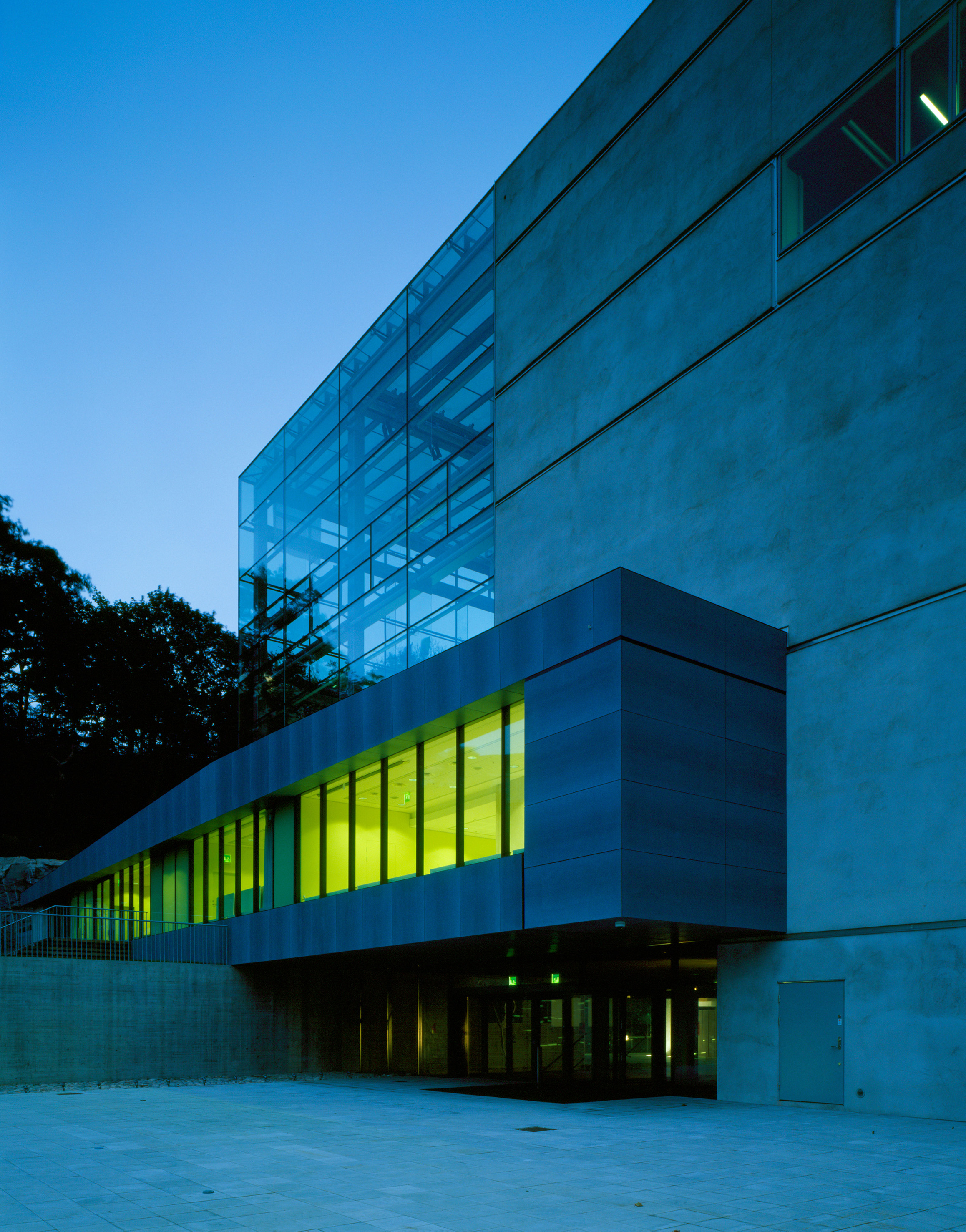

متاحف ثقافات العالم هي عبارة عن أربع متاحف تابعة للحكومة السويدية, و يتوزع على الشكل التالي:
- ثلاثة متاحف في استوكهولم، و متحف في مدينة غوتنبورغ.

المتاحف الثلاثة في استوكهولم هي:
- متحف حوض البحر المتوسط والمتحف الاثنوغرافي و متحف شرق آسيا.
- متحف البحر المتوسط يقع بالقرب من محطة القطار الرئيسية، و يضم اثار الحضارات المصرية والشرق اوسطية والقبرصية والاغريقية والرومانية.

## روابط خارجية
رابط المتحف:
https://www.varldskulturmuseerna.se